# ميخائيل بلوم
ميخائيل بلوم (بالألمانية: Michael Blum)‏ (25 ديسمبر 1988 بدوسلدورف في ألمانيا - ) هو لاعب كرة قدم ألماني في مركز الظهير. لعب مع شبيلدورف ونادي أوسنابروك ونادي دويسبورغ ونادي كارلسروه وهانزا روستوك ونادي كارلسروه 2 ‏ ونادي إلفرسبيرغ.

## وصلات خارجية
- ميخائيل بلوم على موقع قاعدة بيانات كرة القدم.إي يو (الإنجليزية)
- ميخائيل بلوم على موقع بيانات كرة القدم. دي إي (الألمانية)
- ميخائيل بلوم على موقع Soccerway.com (الإنجليزية)
- ميخائيل بلوم على موقع عالم كرة القدم.نت (الإنجليزية)